# Wetterling Gallery

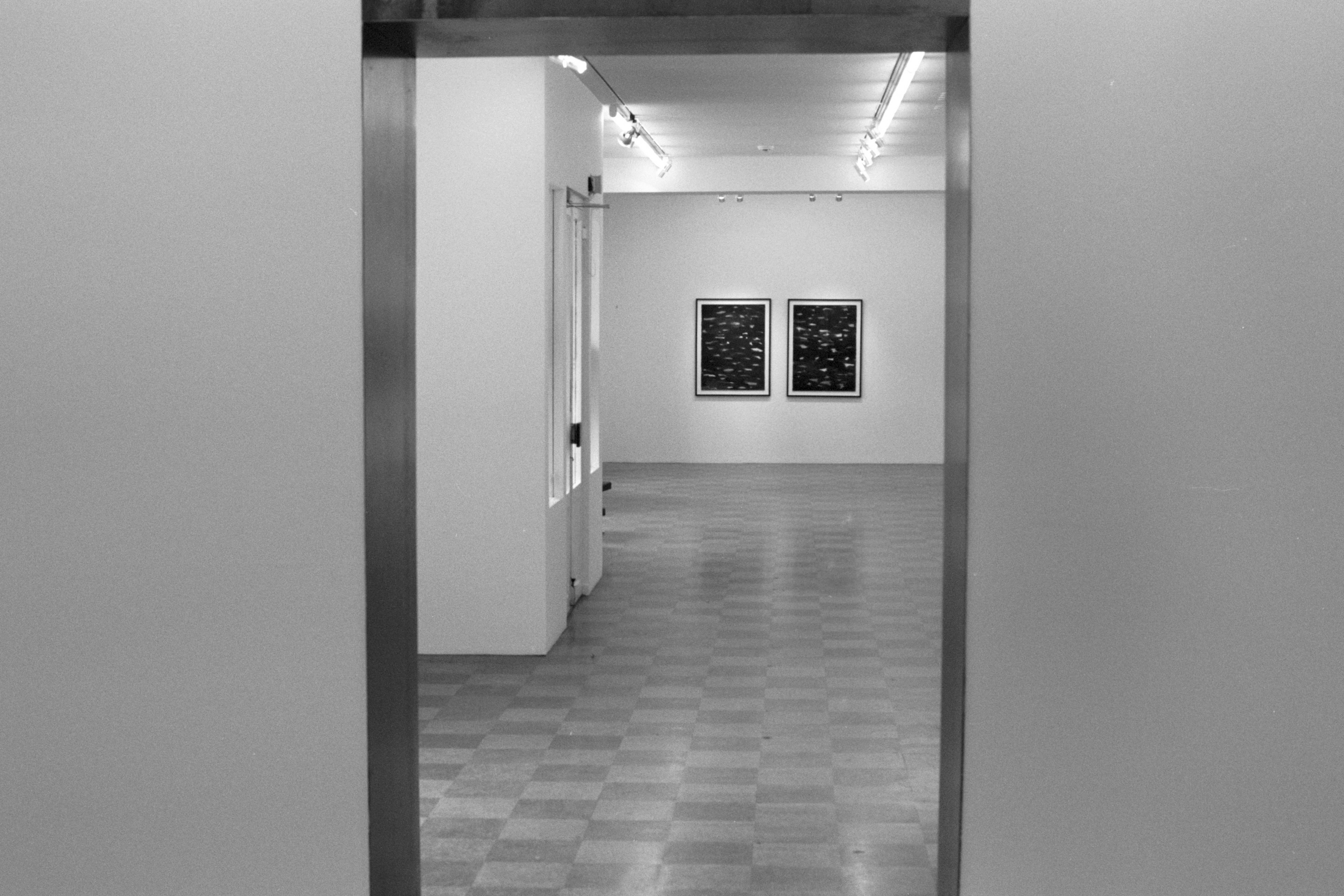
Wetterlings utställningslokal i Stockholm.

Wetterling Gallery är ett galleri för samtidskonst beläget vid Kungsträdgården 3 i Stockholm.
Galleriet grundades av Björn Wetterling 1978 och visar måleri, teckning, skulptur och installation. Galleriet representerar ett 20-tal internationella och svenska konstnärer. Wetterling Gallery har en nära koppling till den amerikanska konstscenen och representerar stora namn som Frank Stella och James Rosenquist. Även Robert Rauschenberg och Edward Ruscha har samarbetat med galleriet. Wetterling Gallery har deltagit i ett stort antal internationella mässor som Art Miami, Art Brussels och Armory Show.
Svenska namn som representeras är bland annat Natalia Edenmont, Peter Johansson, Liva Isakson Lundin, Love Lundell, Anna Camner, Dina Isæus-Berlin och Ylva Ceder.